# 죠스 4
죠스 4(Jaws: The Revenge)는 미국에서 제작된 조세프 서전트 감독의 1987년 공포, 스릴러 영화이다. 로레인 게리 등이 주연으로 출연하였고 조세프 서전트 등이 제작에 참여하였다.

## 줄거리
아미티 섬에서 경찰서장으로서의 활약으로 유명한 마틴 브로디가 심근 경색으로 사망한다. 마틴의 미망인 엘렌은 여전히 아미티에 살면서 막내아들 숀과 그의 약혼녀 티파니 가까이 지낸다. 숀은 경찰 부관으로 일하며, 크리스마스 며칠 전 부표에서 통나무를 치우라는 지시를 받았을 때 백상아리가 나타나 그의 팔을 찢어버린다. 그는 도움을 요청하지만, 육지에서 들려오는 노랫소리에 그의 비명은 묻힌다. 상어는 그의 배를 가라앉히고 그를 물속으로 끌고 가 죽게 한다.
마틴의 큰아들 마이클과 그의 아내 칼라, 그리고 그들의 다섯 살 난 딸 테아가 장례식을 위해 아미티에 온다. 마이클은 바하마에서 해양 생물학자로 일하며, 도착하자마자 엘렌은 그에게 일을 그만두라고 요구한다. 막 첫 연구비를 받은 마이클은 거절한다. 테아는 엘렌을 설득하여 그들과 함께 바하마로 돌아가게 한다.
그들의 작은 비행기 조종사인 호기는 그들을 다시 데려다주면서 엘렌에게 관심을 보인다. 엘렌은 최근의 상실감에서 벗어나고 싶어 하며, 자신도 끌림을 느껴 그와 시간을 보내기 시작한다. 마이클은 그의 어머니에게 동료 제이크와 그의 아내 루이사를 소개하고, 그들은 함께 크리스마스와 새해를 보낸다.
며칠 후, 마이클, 제이크, 그리고 그들의 일행은 아미티에서 가족을 따라온 상어를 만난다. 제이크는 따뜻한 물 때문에 바하마에서는 백상아리가 발견된 적이 없었기 때문에 연구하고 싶어 한다. 마이클은 가족에게 상어에 대해 언급하지 말라고 부탁한다. 낮에는 엘렌이 상어에 대한 생각을 떨쳐낼 수 있지만, 밤에는 상어에게 공격당하는 악몽을 꾼다. 그녀는 또한 상어가 사랑하는 사람을 공격하려 할 때 그것을 느낄 수 있다.
제이크는 상어의 심장 박동을 통해 추적할 수 있는 장치를 상어에게 부착하기로 결정한다. 미끼를 사용하여 상어를 유인한 후, 제이크는 장치의 추적 막대를 상어의 옆구리에 꽂는다. 다음 날, 상어는 매복하여 마이클을 침몰한 배를 통해 추격하고, 그는 간신히 탈출한다.
테아는 친구 마가렛과 그녀의 어머니와 함께 바나나보트를 탄다. 칼라가 새로운 예술 조각품을 선보이는 동안, 상어는 보트의 뒤쪽을 공격하여 마가렛의 어머니를 죽인다. 테아가 안전해지자 엘렌은 가족을 구하기 위해 상어를 죽일 목적으로 제이크의 배에 올라 상어를 추적한다. 일어난 일에 대해 들은 후, 마이클은 상어에 대해 알고 있었다고 고백하여 칼라를 격분시킨다.
마이클과 제이크는 호기의 비행기로 엘렌을 찾아나서고, 상어가 그들의 배를 추격하는 것을 발견한다. 수색 중, 호기는 마이클에게 숀을 죽인 상어가 그녀의 가족을 사냥하고 있다는 엘렌의 믿음에 대해 설명한다. 그들이 그녀를 찾았을 때, 호기는 비행기를 물에 착륙시키고 마이클과 제이크에게 배로 헤엄쳐 가라고 명령한다. 상어는 비행기와 호기를 물속으로 끌고 간다.
호기는 상어로부터 탈출하고, 제이크와 마이클은 급히 전기 충격을 방출하는 장치를 조립한다. 제이크가 배의 앞으로 이동하자, 상어가 튀어 올라 그를 공격한다. 제이크는 물속으로 끌려가기 전에 간신히 장치를 상어의 입에 넣는다. 마이클은 상어에게 충격을 가하기 시작하고, 이것은 상어를 미치게 만든다. 상어는 고통에 울부짖으며 반복적으로 물 밖으로 튀어 오른다.
마이클은 계속해서 상어에게 충격을 가하여 상어가 다시 물 밖으로 뛰어오르게 한다. 엘렌은 요트를 상어 쪽으로 조종하며, 상어의 테아 공격을 떠올리고 숀의 죽음과 마틴이 첫 번째 상어를 물리친 것을 상상한다. 상어가 몸을 세우자, 그녀는 부서진 뱃머리를 상어에게 들이박는다.
미국에서 상영된 영화의 원본 버전에서는 상어가 관통된 후 피를 흘리며 죽는다. 수정된 결말(국제 극장 및 DVD 출시용)에서는 관통으로 인해 상어가 즉시 폭발하고 그 시체는 바다 밑으로 가라앉는다(첫 번째 영화의 결말 장면이 이것을 보여주는 데 사용된다). 또한 수정된 결말에서는 마이클이 심하게 다쳤지만 여전히 살아있는 제이크가 도움을 요청하는 소리를 듣는다(제이크는 원본 버전에서 사망했다). 잠시 후, 호기는 엘렌을 아미티 섬으로 다시 데려다준다.

## 출연

### 주연
- 로레인 게리
- 랜스 게스트

### 조연
- 마리오 반 피블스
- 카렌 영
- 마이클 케인
- 주디스 바시
- 린 휘트필드
- 미첼 앤더슨

## 제작진
- 협력프로듀서: 프랭크 바우어
- 미술: 존 J. 로이드
- 배역: 낸시 네이어

## 한국판 성우진(KBS, 1995년 8월 5일)
- 이광자 - 엘렌 (로레인 게리)
- 오세홍 - 마이클 (랜스 게스트)
- 이강식
- 김새영
- 박신영
- 유제상
- 김수경
- 성창수
- 정옥주
- 최병상
- 이연승
- 홍성헌